# Coleophora pseudodirectella
Coleophora pseudodirectella é uma espécie de mariposa do gênero Coleophora pertencente à família Coleophoridae.